# 1953 코파 델 헤네랄리시모 결승전
1953 코파 델 헤네랄리시모 결승전(스페인어: La Final de la Copa del Generalísimo de 1953)은 현재 코파 델 레이로 알려진 스페인 컵대회의 49번째 결승전이다. 이 경기는 1953년 6월 21일, 마드리드의 누에보 차마르틴에서 열렸고, 바르셀로나가 아틀레티코 빌바오를 2-1로 이기고 우승을 거두었다.

## 상세 경기 정보
| 바르셀로나            | 2–1               | 아틀레티코 빌바오 |
| --------------------- | ----------------- | ----------------- |
| 쿠벌러 46′ · 만촌 57′ | 리포트 (스페인어) | 베낭시오 61′      |

| 바르셀로나:         |    |                        |
|                     |    |                        |
| GK                  | 1  | 안토니 라마예츠        |
| DF                  | 2  | 주제프 세게르          |
| DF                  | 3  | 구스타우 비오스카      |
| DF                  | 4  | 주안 세가라            |
| MF                  | 5  | 이시드레 플로타츠      |
| MF                  | 6  | 마리아노 곤살보 (주장) |
| FW                  | 7  | 에스타니슬라오 바소라  |
| FW                  | 8  | 안드레우 보스치        |
| FW                  | 9  | 쿠벌러 라슬로          |
| FW                  | 10 | 모레노                 |
| FW                  | 11 | 에두아르도 만촌        |
| 감독:               |    |                        |
| 페르디난트 다우치크 |    |                        |

| 아틀레티코 빌바오: |    |                           |
|                    |    |                           |
| GK                 | 1  | 카르멜로 세드룬           |
| DF                 | 2  | 호세 마리아 오루에        |
| DF                 | 3  | 세라핀 아레타             |
| DF                 | 4  | 헤수스 가라이             |
| MF                 | 5  | 마놀린                    |
| MF                 | 6  | 카니토                    |
| FW                 | 7  | 라파엘 이리온도           |
| FW                 | 8  | 베낭시오                  |
| FW                 | 9  | 텔모 사라                 |
| FW                 | 10 | 호세 루이스 파니소 (주장) |
| FW                 | 11 | 아구스틴 가인사           |
| 감독:              |    |                           |
| 안토니오 바리오스  |    |                           |

## 같이 보기
- 아틀레틱 빌바오-바르셀로나 경쟁